# Perintis (Medan Timur)
Perintis is een bestuurslaag in het regentschap Medan van de provincie Noord-Sumatra, Indonesië. Perintis telt 3694 inwoners (volkstelling 2010).